# Идиот (фильм, 1946)
«Идиот» — чёрно-белая экранизация одноименного романа Ф. М. Достоевского. Оригинальное название «L’Idiot». Яркую экранизацию снял во Франции режиссёр российского происхождения Жорж Лампен (Георгий Лямпин).

## Отличия сюжета
Экранизация отличается от текста романа тем, что в фильме вообще нет сцен в поезде, а картина начинается с того, что князь Мышкин появляется в доме генерала Епанчина. С Рогожиным зритель знакомится только на именинах Настасьи Филипповны. Режиссёром также введены в картину некоторые особенные детали: часы с кукушкой (символ начала новой жизни и того, что всему свое время); рыбка, выловленная Рогожиным из аквариума (символ загнанной в сети Настасьи Филипповны); продажа Библии в ресторане и нож, найденный между её страницами.
Жорж Лампен каждого героя представляет зрителю немного иначе, с французскими нотками. Например, к деньгам герои относятся более бережливо: генерал Иволгин спокойно собирает раскиданные Настасьей Филипповной деньги, а Ганя не пребывает в обмороке, а помогает отцу эти деньги собрать. Рогожин здесь представлен как умелый делец, а не расточительный купец, сорящий деньгами — есть сцена, в которой он занимается продажами и ведет дела. Режиссёром также добавлена сцена отцовского благословения брака Аглаи с Тоцким, после которой она ходит на свидания к Мышкину. Данная сцена меняет образ Аглаи из романа, делая её не высоконравственной и более близкой к фривольному нраву.

## Критика
Экранизация Жоржа Лампена имела противоположные отзывы. Одни видели в картине лучшую зарубежную экранизацию, воспевая дифирамбы режиссёру, которому удалось представить героев Достоевского в полном соответствии с оригиналами. Другие выдвигали режиссёру обвинения в переделке картины под вкусы и нравы французского общества, а также в том, что он наполнил фильм стереотипами о русских.
"...в киноинтерпретации Лампена герои лишены романной эмоциональности, нет надрыва, внутренней борьбы, их мысли и поступки практичны..."
Отзывы современных критиков не столь резки.
«Особенностями национального французского характера принято считать динамизм, порывистость, бурную форму реагирования на все сферы жизни. Французская киноверсия русского романа, пожалуй, единственная картина, в которой герои подобны детям в своей непоседливости и стремлении найти выход эмоциональной выразительности. И эта непосредственность удивительным образом сочетается в фильме с глубочайшими философскими идеями Ф.М. Достоевского».
«Фильм был бы давно забыт, если бы здесь не сыграл свою первую большую роль Жерар Филип, идеально подходивший к образу князя Мышкина. Он играл ангела во плоти, существо не от мира сего, который уходит в безумие при столкновении с грязным, порочным и алчным людским сообществом. Фигура Мышкина в фильме оказалась романтически одинокой — никто, даже Настасья Филипповна в холодном исполнении звезды тех лет Эдвиж Фейер, не способен был понять его».

## В ролях
- Жерар Филип — князь Мышкин
- Эдвиж Фейер — Настасья Филипповна
- Люсьен Коэдель — Парфён Рогожин
- Маргерит Морено — Лизавета Прокофьевна Епанчина
- Натали Натье — роль Аглаи Ивановны Епанчиной
- Матильда Казадезюс — роль Аделаиды Ивановны Епанчиной
- Жан Дебюкур — роль Афанасия Ивановича Тоцкого
- Элизабет Харди — роль Софии Иволгиной
- Луиза Сильви — роль Нины Александровны Иволгиной
- Фелисьен Трамель — роль генерала Иволгина
- Мишель Андре — роль Гани Иволгина
- Ролан Армонтель — роль Лукьяна Тимофеевича Лебедева

## Съёмочная группа
- Жорж Лампен — режиссёр
- Ф. М. Достоевский, Шарль Спак, Жорж Раевский (сценарий) — авторы сценария
- Кристиан Матра — оператор
- Морис Тирье — композитор
- Леон Барсак, Марсель Эскоффер — художники
- Александр Бенуа, Юрий Анненков — декорации
- Саша Гордин — продюсер